# Talossa
Talossa, officiellement royaume de Talossa, (en talossien : El Regipäts Talossan /ˈred͡ʒipæt͡s tɐɫɔˈsan/), fondée en 1979 par Robert Ben Madison, est la plus ancienne des micronations virtuelles. La principale œuvre de Madison fut de développer une langue, le talossien, aujourd'hui reconnue par les principaux organismes linguistiques internationaux.
Talossa revendique plusieurs endroits sur Terre, à commencer par une partie de Milwaukee, la Grande aire talossienne. Aucune de ces prétentions n'est reconnue par les Nations unies ou toute autre nation. Au 5 août 2023, il y a 157 citoyens actifs sur les 564 ayant acquis la citoyenneté depuis 1979.

## Histoire
Le royaume de Talossa est fondé le 26 décembre 1979, par Robert Ben Madison, originaire de Milwaukee, alors âgé de 14 ans, il venait de perdre sa mère.
Au début, le royaume se limite à sa chambre. Il choisit le nom de Talossa après avoir découvert qu'il veut dire « à la maison » en finnois. Un de ses premiers projets fut d'avoir une présence internet. Le site du royaume est en ligne depuis 1995,,.
Madison fait vivre Talossa durant son adolescence, publiant un journal dans son université, dessinant un drapeau et un emblème, se fabriquant sa propre couronne avec un vieux casque de pompier. À cette époque, les seuls membres de la « nation » sont une douzaine d'amis.
Tout change dans les années 1990 avec la publication de plusieurs articles dans le New York Times, et Wired, repris dans de nombreux médias, et attirant l'attention sur son site internet. De nombreux nouveaux « citoyens » rejoignent alors Talossa. Madison revendique alors la création du terme « micronation ».

### Souverains
| Nom                                           | Règne                                                                | Notes |
| --------------------------------------------- | -------------------------------------------------------------------- | --- |
| Robert Ier (El Röin da Róibeard Pirmalaiset)  | De 1979 à 1987 (abdique en faveur de Robert II)                      | Robert Ben Madison, fondateur |
| Robert II (El Röin da Róibeard II)            | Du 11 février 1987 - 29 mars 1987 (destitué par le gouvernement)     | Robert Charles Dobberpuhl (1965-1993) |
| Interrègne                                    | Du 29 mars au 24 août 1987                                           | |
| Florence Ire (El Röin da Fiorença)            | Du 24 août 1987 au 27 février 1988 (abdique en faveur de Robert Ier) | Florence Yarney, ancienne professeur d'anglais de Madison. |
| Robert Ier (El Röin da Róibeard Pirmalaiset)  | Du 27 février 1988 au 16 août 2005 (abdique en faveur de Louis Ier)  | Période connue sous le nom de La Restauration (La Restoraziun) |
| La régence de Louis Ier (La Rexhençù da Luïç) | Du 16 août 2005 au 29 novembre 2006 (abdique sans successeur)        | Luis Guzmán, il a 8 ans et son court règne sera sous régence du gouvernement. Son arrivée au pouvoir déclenche la sécession d'une partie des Talossiens et la création de la république de Talossa. |
| Interrègne                                    | Du 29 novembre 2006 au 14 mars 2007                                  | C'est la fin de la Maison de Rouergue, nom donnée par Madison à sa dynastie. |
| John Ier (El Röin d’Ian)                      | Depuis le 14 mars 2007                                               | John W. Woolley (né le 12 octobre 1954), premier roi de la Maison du Lupul. Son nom tallossien est Ian Lupul.                                                                                       |

### Revendications
La micronation revendique, entre autres, un territoire en Antarctique, dans la Terre Marie Byrd, ainsi que l'île de Cézembre au large de Saint-Malo.

### République de Talossa

Drapeau de la république de Talossa (2004-2012)

En 2004, un groupe de dissidents du royaume de Talossa fit sécession et fonda une autre micronation, la république de Talossa.
Divers choix stratégiques sur les procédures d'intégrations de nouveaux citoyens et l'abdication de Madison au profit de son petit-fils, Louis (Luïç), âgé de 8 ans, provoquèrent une révolte dans le royaume. Le 1er juin 2004, la république de Talossa voit le jour. Trois présidents ont dirigé cette république.
Mais la république ne se développe pas et ne compte que 18 membres en 2012. Après un référendum, elle réintégre le royaume le 19 avril 2012.

## La culture
La culture talossienne a été développée pendant des années par Robert Madison et ses fans. Les jeux de guerre sont le sport national et il y a un jour férié national qui leur est dédié.
Elle affecte aussi la politique du royaume. Ainsi, il y a deux courants de pensées en Talossa. Ceux qui considèrent Talossa comme une vraie nation, les Dérivatistes, et ceux qui considèrent Talossa comme un phénomène nouveau et unique, les Péculiaristes. Ils se sont constitués en partis politiques, chacun exposant ses points de vue à la Chambre haute du royaume.

## Langue
Madison invente également le talossien(/tɐɫɔˈsan/, en talossien el glheþ Talossan, /ɛɫ ʎeθ tɐɫɔˈsan/) comme une langue construite pour sa micronation.
Elle est en partie basée sur l'occitan et le roumain, c'est une des langues imaginaires les plus détaillées, avec un vocabulaire riche de 35 000 mots de base, 121 000 dérivés et une grammaire complexe.